# Lijst van spelers van VfL Bochum
Deze lijst omvat voetballers die bij de Duitse voetbalclub VfL Bochum spelen of gespeeld hebben. De spelers zijn alfabetisch gerangschikt.

## A
- Nicolas Abdat
- Hans-Joachim Abel
- Holger Aden
- Fatih Akyel
- Thomas Andersson
- Benjamin Auer
- Mirkan Aydin
- Mimoun Azaouagh

## B
- Alexander Bade
- Werner Balte
- Henryk Bałuszyński
- Thorsten Barg
- Malek Barudi
- Dieter Bast
- Yıldıray Baştürk
- Tommy Bechmann
- Oleksiy Belik
- Michael Bemben
- Frank Benatelli
- Dietmar Berchtold
- Ulrich Bittorf
- Rolf Blau
- Heinz-Jürgen Blome
- Udo Böckmann
- Harry Bohrmann
- Thorsten Bolzek
- Peter Bomm
- Luka Bonačić
- Heiko Bonan
- Phillip Bönig
- Siegfried Bönighausen
- Andreas Bordan
- Karl-Heinz Böttcher
- Sven Boy
- Hans-Jürgen Bradler
- Delron Buckley
- Heiner Bunzendahl
- Mike Busch
- Heiko Butscher

## C
- Antonio Cabo
- China
- Sven Christians
- Thomas Christiansen
- Horst Christopeit
- Søren Colding
- Matías Concha
- Claus Costa
- Ante Čović
- Marcus Croonen
- David Czyszczon

## D
- Paolo da Palma
- Christoph Dabrowski
- Daniel Fernandes
- Rudi Decker
- Zlatko Dedič
- Klaus-Dieter Dewinski
- Momo Diabang
- Mirko Dickhaut
- Theo Diegelmann
- Georgi Donkov
- Dirk Drescher
- Olaf Dressel
- Zdravko Drinčić
- Jaroslav Drobný
- Pavel Drsek
- Rein van Duijnhoven
- Emir Dzafić

## E
- Max Eberl
- Edu
- Frank Eggeling
- Heinz-Werner Eggeling
- Michael Eggert
- Peter Ehmke
- Markus Ehrhard
- Dirk Eitzert
- Harry Ellbracht
- Engibar Engibarov
- Joël Epalle
- Thomas Epp
- Thomas Ernst
- Michael Esser
- Hans-Günter Etterich
- Wolfgang Euteneuer
- Gustav Eversberg

## F
- Patrick Fabian
- Fábio Júnior
- Frank Fahrenhorst
- Laszlo Farkashazy
- Harry Fechner
- Giovanni Federico
- Dieter Fern
- Cristian Fiél
- Klaus Fischer
- Marcus Fischer
- Klaus Franke
- Paul Freier
- Hartmut Fromm
- Michael Frontzeck
- Christian Fuchs
- Danny Fuchs

## G
- Erwin Galeski
- Ionel Gane
- Maurizio Gaudino
- Yves Gaugler
- Lothar Geisler
- Theofanis Gekas
- Bernd Gerber
- Hermann Gerland
- Lutz Gerresheim
- Uwe Gospodarek
- Florian Gothe
- Peter Graulund
- Jürgen Gredig
- Christian Gross
- Dennis Grote
- Peter Grünberger
- Dilaver Güçlü
- Bjarni Guðjónsson
- Þórður Guðjónsson
- Patrick Guillou
- Nesat Gülünoglu

## H
- Günter Habig
- Minas Hantzidis
- Gerhard Harpers
- Hans-Werner Hartl
- Vahid Hashemian
- Philipp Heerwagen
- Frank Heinemann
- Dirk Helmig
- Matthias Herget
- Christian Herrmann
- Sebastian Hille
- Norbert Hofmann
- Heinz Höher
- Lewis Holtby
- Paul Holz
- Gisbert Horsthemke
- Michael Hubner
- Karsten Hutwelker

## I
- Ivo Iličević
- Daniel Imhof
- Viorel Ion
- Frank Islacker
- Andrzej Iwan

## J
- Werner Jablonski
- Mathias Jack
- Peter Jackisch
- Michael Jakobs
- Jürgen Jansen
- Andreas Jeschke
- Sergej Joeran
- Andreas Johansson
- Tae-Se Jong
- Björn Joppe

## K
- Jupp Kaczor
- Raymond Kalla
- Sinan Kaloğlu
- Oguzhan Kefkir
- Thomas Kempe
- Klaus-Peter Kerkemeier
- Polat Keser
- Joo-Sung Kim
- Maik Kischko
- Michael Klauß
- Wolfgang Kleff
- Hans Kleina
- Diego Klimowicz
- Peter Knäbel
- Volker Knappheide
- Thomas Knauer
- Aleksander Knavs
- Günther Knof
- Ivo Knoflicek
- Heinz Knüwe
- Stefan Kohn
- Dirk Kontny
- Hans-Jürgen Köper
- Björn Kopplin
- Ümit Korkmaz
- Peter Közle
- Torsten Kracht
- Dieter Kramer
- Werner Krämer
- Martin Kree
- Detlef Krella
- Michael Kühn
- Stefan Kuntz
- Peter Kursinski

## L
- Michael Lameck
- Jan Laštůvka
- Franz-Josef Laufer
- Thorsten Legat
- Uwe Leifeld
- Dieter Lemke
- Andreas Lengsfeld
- Benjamin Lense
- Harry Linka
- Vratislav Lokvenc
- Heinz Lowin
- Andreas Lübke
- Matthias Lust
- Andreas Luthe
- Vladimir Lyutiy

## M
- Peter Madsen
- Reinhard Mager
- Mehdi Mahdavikia
- Jan Majewski
- Reinhard Majgl
- Marcel Maltritz
- Zoran Mamić
- Sergey Mandreko
- Gaetano Manno
- Michaël Maria
- Marijo Marić
- Miloš Marić
- Robert Matiebel
- Marvin Matip
- Mergim Mavraj
- Robert Mawick
- Meinolf Mehls
- Martin Meichelbeck
- Kai Michalke
- Marcin Mieciel
- Detlef Mikolajczak
- Rocco Milde
- Damir Milinović
- Zvjezdan Misimović
- Erich Miß
- Peniel Mlapa
- Ole Möller-Nielsen
- Dieter Moritz
- Dimitrios Moutas
- René Müller

## N
- Moharram Navidkia
- Jupp Nehl

## O
- Philipp Ochs
- Tim Oermann
- Sunday Oliseh
- Shinji Ono
- Lucas Oppermann
- Elard Ostermann
- Matthias Ostrzolek
- Walter Oswald

## P
- David Pallas
- Fotios Papadopulos
- Stefan Pater
- Wolfgang Patzke
- Vangelis Pavlidis
- Peter Peschel
- Alen Petrovic
- Marc Pfertzel
- Ingo Pickenäcker
- Kurt Pinkall
- Gerrit Plomp
- Hans-Joachim Pochstein
- Christoph Preuß
- Roman Prokoph

## R
- Thomas Rathgeber
- Rob Reekers
- Mirko Reichel
- Thomas Reis
- Udo Remmert
- Rene Renno
- Andreas Ridder
- Dirk Riechmann
- Mike Rietpietsch
- Hilko Ristau
- Andrzej Rudy
- Manfred Rüsing
- Marc Rzatkowski
- Michael Rzehaczek

## S
- Johann Sabath
- Frank Saborowski
- Dirk Sadowicz
- Mahir Saglik
- Marc Sand
- Werner Schachten
- Ralf Schaffeld
- Ottmar Scheuch
- Franz Schick
- Erich Schiller
- Sebastian Schindzielorz
- Heinrich Schmidtgal
- Thorsten Schmugge
- Uwe Schneider
- Werner Scholz
- Olaf Schreiber
- Christian Schreier
- Toni Schreier
- Oliver Schröder
- Rouven Schröder
- Frank Schulz
- Jörg Schwanke
- Dieter Schwemmle
- Philip Semlits
- Stanislav Šesták
- Sascha Siebert
- Peter Skøv-Jensen
- Martin Slawinski
- Maciej Sliwowski
- Miroslav Stević
- Thomas Stickroth
- Bernd Storck
- Uwe Stöver
- Axel Sundermann

## T
- Filip Tapalovic
- Toni Tapalovic
- Ersan Tekkan
- Franz-Josef Tenhagen
- Alexander Thamm
- Samir Toplak
- Dino Toppmöller
- Faton Toski
- Holger Trimhold
- Filip Trojan
- Haluk Türkeri
- Frank Türr

## V
- Joris Van Hout
- Christian Vander
- Luciano Velardi
- Dieter Versen
- Kevin Vogt
- Markus von Ahlen
- Anton Vriesde

## W
- Stefan Wächter
- Tomasz Wałdoch
- Hans Walitza
- Achim Weber
- Uwe Wegmann
- Andreas Wessels
- Oliver Westerbeek
- Andreas Wieczorek
- Jürgen Wielert
- Gerd Wiesemes
- Danny Winkler
- Klaus Wischniewski
- Lothar Woelk
- Roland Wohlfarth
- Adam Woitynek
- Reinhold Wosab
- Dariusz Wosz
- Eric Wynalda

## Y
- Anthar Yahia

## Z
- Reinhold Zagorny
- David Zajas
- Peter Zanter
- Tomasz Zdebel
- Andreas Zeyer
- Dieter Zorc
- Ivan Zugcic
- Ralf Zumdick